# 解放者聖馬丁將軍鎮

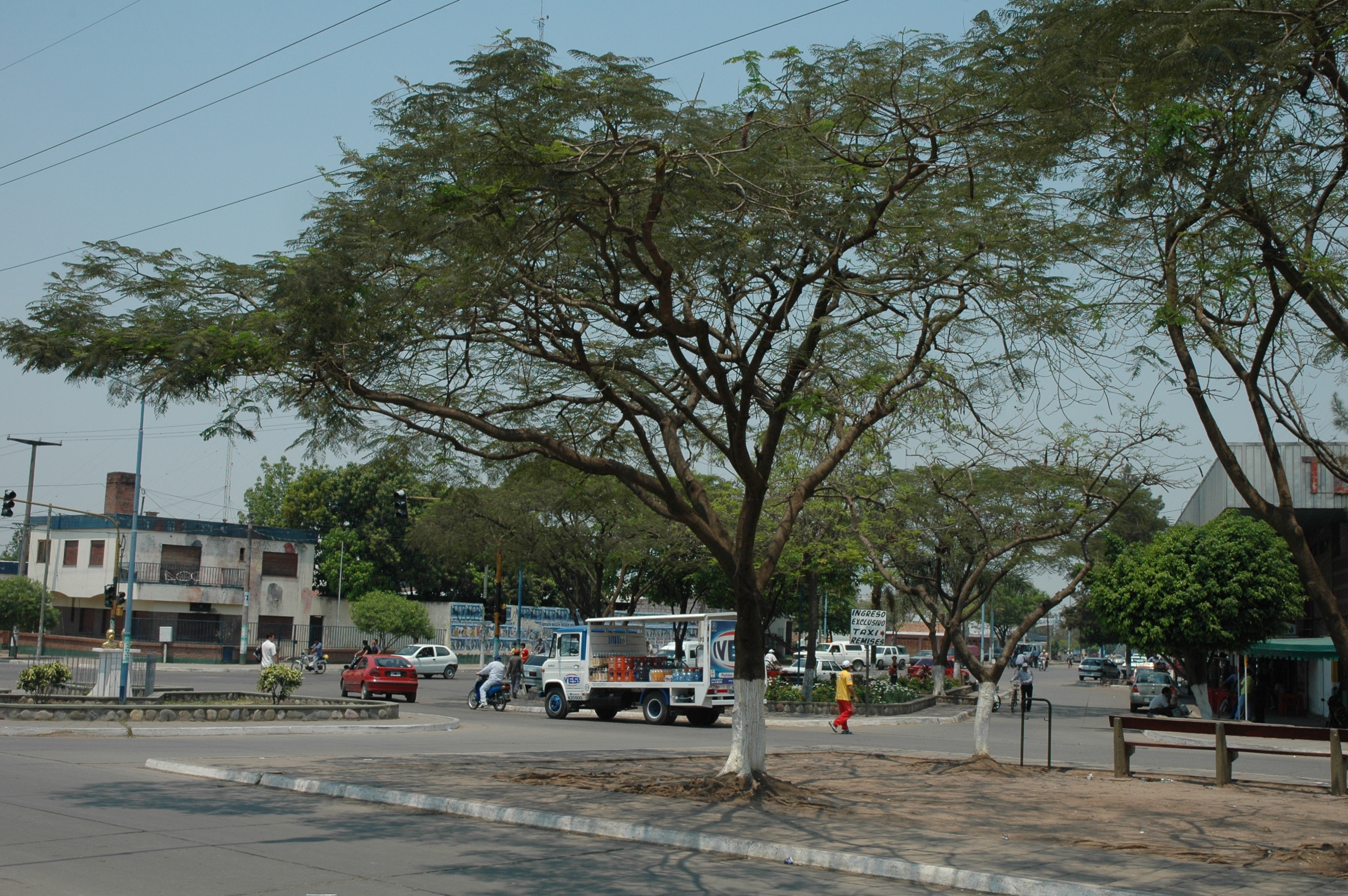
解放者聖馬丁將軍鎮

解放者聖馬丁將軍鎮（西班牙語：Libertador General San Martín）是阿根廷胡胡伊省的城鎮，位於該國北部，距離卡利莱瓜国家公园入口處8公里，始建於1899年12月28日，海拔高度472米，2001年人口43,725。

## 外部連結
- Visit San Martín
- Libertador Hoy

23°48′S 64°47′W / 23.800°S 64.783°W